# Bizou
Bizou é uma comuna francesa na região administrativa da Normandia, no departamento Orne. Estende-se por uma área de 8,93 km². Em 2010 a comuna tinha 131 habitantes (densidade: 14,7 hab./km²).